# Jelena Radionovová
Jelena Igorevna Radionovová, rusky Елена Игоревна Радионова, (* 6. ledna 1999, Moskva) je ruská krasobluslařka. Bronzová medaile Mistrovství světa 2015, stříbrná medaile Mistrovství Evropy (2015 a 2016), dvojnásobná medailistka z finále Grand Prix a mistryně Ruské federace 2015. Na juniorské úrovni získala dva tituly na Mistrovství světa juniorů (2013 a 2014) a JGP 2012-13.